# Julio Oliveira
Julio César Oliveira Da Silva conocido simplemente como Julio Oliveira es un actor de televisión, de teatro y DJ brasilero nacido el 1 de febrero de 1990, en sao paulo, brasil.

## Carrera
Julio comenzó su carrera como actor, empezando con algunas obras de teatro. sus actuaciones fueron un éxito, en 2010 salta a la televisión para la telenovela brasileña Ti Ti Ti con el papel de Anhelo. su segunda telenovela fue Sangue Bom (Laberintos del corazón) como Peixinho en 2014 toma el papel de Duma en la telenovela bíblica Los milagros de jesús, en 2015 Como chibale. 2018 trabaja para una pelicula televisiva titulada Filme B: A van Assasina, Hard 2019 serie estrenada en HBO, HBO GO. 2020 como thiago en un medio metraje Desconexo (Offline). también se lo ha visto en una telenovela de 2018 Carinha Do Angel. 

## Programas de televisión & Películas
Ti Ti Ti (2010)
Sangue Bom (Laberintos Del Corazón) (2013)
Los Milagros De Jesús (2014)
Moisés y Los Diez Mandamientos (2015) 
Gamebros (2018) 
A Van Assassina (2018)
Carinha Do Angel
HARD (2019)
Desconexo (2020)